# Frigyes Riesz
Frigyes Riesz (Győr, 22 de janeiro de 1880 — Budapeste, 28 de fevereiro de 1956) foi um matemático húngaro.

## Carreira
Ele nasceu em uma família judia em Győr, Áustria-Hungria e morreu em Budapeste, Hungria. Entre 1911 e 1919 foi professor na Universidade Franz Joseph em Kolozsvár, Áustria-Hungria. O Tratado de Trianon pós-Primeira Guerra Mundial transferiu o antigo território austro-húngaro, incluindo Kolozsvár, para o Reino da Romênia, após o que o nome de Kolozsvár mudou para Cluj e a Universidade de Kolozsvár mudou-se para Szeged, Hungria, tornando-se a Universidade de Szeged. Então, Riesz era o reitore professor da Universidade de Szeged, bem como membro da Academia Húngara de Ciências e a Academia Polonesa de Aprendizagem. Ele era o irmão mais velho do matemático Marcel Riesz.
Riesz fez parte do trabalho fundamental no desenvolvimento da análise funcional e seu trabalho teve várias aplicações importantes na física. Ele estabeleceu a teoria espectral para operadores simétricos limitados em uma forma muito parecida com a agora considerada padrão. Ele também fez muitas contribuições para outras áreas, incluindo teoria ergódica, topologia e deu uma prova elementar do teorema ergódico médio.
Riesz fundou o jornal Acta Scientiarum Mathematicarum junto com Alfréd Haar.
Ele tinha um método incomum de dar palestras: entrava na sala de aula com um assistente e um docente. O docente então começou a ler as passagens apropriadas do manual de Riesz e o assistente escreveu as equações apropriadas no quadro-negro - enquanto o próprio Riesz ficava de lado, balançando a cabeça ocasionalmente.
O matemático suíço-americano Edgar Lorch passou 1934 em Szeged trabalhando com Riesz e escreveu uma reminiscência sobre seu tempo lá, incluindo sua colaboração com Riesz.
O corpus de sua bibliografia foi compilado pelo matemático Pál Medgyessy.

## Publicações
- com Béla Szőkefalvi-Nagy: Vorlesungen über Funktionalanalysis (= Hochschulbücher für Mathematik. Bd. 27). Deutscher Verlag der Wissenschaften, Berlin 1956 (Übersetzung aus dem Französischen).